# Parkheuvel
Parkheuvel is een restaurant in Rotterdam. Het restaurant werd in 1986 opgericht door Cees Helder, onder zijn leiding kreeg het restaurant als eerste in Nederland drie Michelinsterren uitgereikt. In 2006 nam Erik van Loo het restaurant over, Parkheuvel heeft sinds 2009 twee Michelinsterren. De eetgelegenheid heeft 17,5 van de 20 punten in de GaultMillau-gids.

## Locatie
Het restaurant bevindt zich in stadspark: Het Park aan de Heuvellaan, aan de voet van de Euromast. Het terras is gelegen aan de Parkkade, uitkijkend op het scheepvaartverkeer op de Nieuwe Maas. Tot een grote brand in mei 1975 huisvestte Café Restaurant Bellevue in het pand. Architect Henk Klunder tekende voor het ontwerp van de herontwikkeling aan de Heuvellaan. Het gebouw is in de moderne art deco-stijl ontworpen. Het heeft verschillende ronde vormen, aan de voorzijde bij de entree en achterkant bij het ruime terras. In 1986 werd het gebouw opgeleverd in de huidige vorm.

## Geschiedenis

### Tijdperk Helder
Chef-kok Cees Helder verdiende eerder een Michelinster bij Le Chevalier in Delft en later bij de Beukenhof in Oegstgeest. Parkheuvel werd op maandag 3 november 1986 geopend door Ria Lubbers met het doorhakken van een lint met een vleesbijl. Het restaurant kreeg in 1990 onder chef-kok Cees Helder de eerste Michelinster. In die periode werkte Soenil Bahadoer in de eetgelegenheid, later eigenaar van De Lindehof.
Parkheuvel ontving in 1995 een tweede ster. In de jaren die volgen, werkte onder meer François Geurds bij Cees Helder in de keuken; later zal Geurds verschillende sterrenzaken openen. In 2002 was Parkheuvel het eerste Nederlandse restaurant dat werd onderscheiden met drie sterren.
Mario Ridder werkte ruim negen jaar bij Parkheuvel; zijn laatste functie was sous-chef van het restaurant. Hij verliet Parkheuvel begin 2006 na onenigheid over de mogelijkheid om mede-eigenaar te worden. Cees Helder besluit in die periode om na 20 jaar afstand te doen van Parkheuvel. Hij bereikt met chef-kok Erik van Loo een akkoord voor de overname. Van Loo werkt op dat moment bij restaurant De Zwethheul waar hij twee Michelinsterren had. Uiteindelijk wordt Van Loo bij De Zwethheul opgevolgd door de eerder genoemde sous-chef van Parkheuvel Mario Ridder.

### Tijdperk Van Loo

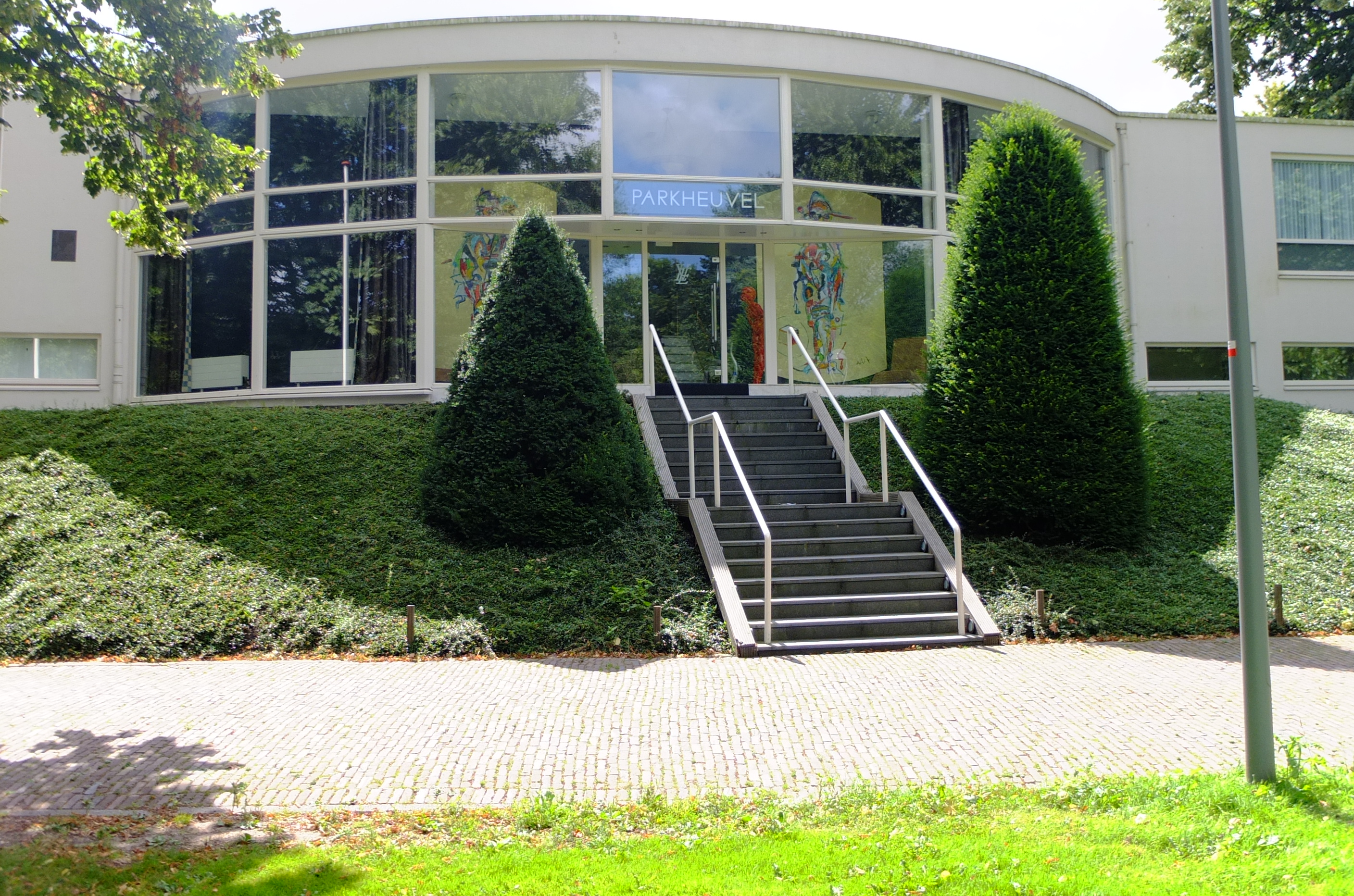
De entree van Parkheuvel gezien vanuit Het Park in 2016.

Op 1 juni 2006 nam chef-kok Erik van Loo, Parkheuvel officieel over. Zijn vrouw Anja, die al eerder in de horeca had gewerkt, zegt haar baan in de mode op om in de bediening van het Parkheuvel aan de slag te gaan. Na de overname konden de drie sterren van Helder in Parkheuvel niet worden behouden; Van Loo kreeg in de gids voor 2007 één ster, vanaf 2009 kreeg Parkheuvel wederom twee sterren.
De Franse gids GaultMillau heeft Parkheuvel in 2024 onderscheiden met 17,5 van de 20 punten. De eetgelegenheid staat in de top 100 van beste restaurants van Nederland van de culinaire gids Lekker. In de editie van 2025 stond de zaak op plaats 18.
De sous-chef van Parkheuvel Willem-Pieter van Drummel heeft 20 jaar samengewerkt met Erik van Loo. De Meesterkok verlaat het restaurant in 2017 om chef-kok te worden van Dienst van het Koninklijk Huis.